# ایوان ایشلر
ایوان ایشلر یک محقق در زمینه‌های مختلف علم ژنتیک همچون تکامل ژنوم انسان، تغییر ژنوم و نقش آنها در بیماری‌ها در موسسه پزشکی هوارد هیوز است. وی همچنین استاد علوم ژنوم در دانشکده پزشکی دانشگاه واشینگتن در سیاتل است.

## تحصیلات
ایشلر در دانشگاه ساسکاچوان لیسانس خود را دریافت کرد. او همچنین مدرک دکترای خود را از کالج پزشکی بیلور دریافت کرد.

## پژوهش
ایشلر یکی از متخصصان به نام در مطالعات بی‌ثباتی ژنوم تکثیر مقطعی و تنوع ساختاری است.